# Foeke Buitenrust Hettema

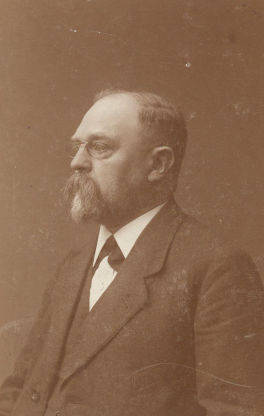
Foeke Buitenrust Hettema

Foeke Buitenrust Hettema (* 6. Juni 1862 in Harlingen; † 5. Oktober 1922 in Zwolle) war westfriesischer Gymnasiallehrer und Philologe. Er gilt als einer der Pioniere der Erforschung der friesischen Sprache und Literatur.

## Leben
Hettema war ein Sohn des Kaufmanns Hette Wijtzes Hettema und dessen Frau Grietje Buitenrust. Seit seinem fünften Lebensjahr wuchs er bei seinen Großeltern außerhalb der Stadt auf und besuchte zunächst die evangelische Grundschule in Harlingen und ab 1877 ein Gymnasium in Utrecht. Nach bestandener Aufnahmeprüfung studierte er ab 1880 an der Universiteit van Amsterdam. 1885 wurde er als Lehrer für Niederländisch an das Gymnasium in Zwolle berufen.
Am 7. Juli 1888 wurde Hettema an der Universität Leiden promoviert. Auf Betreiben von Johan Hendrik Gallée wurde ihm 1896 die Stelle eines Privatdozenten für friesische Sprache und Literatur an der Universität Utrecht angeboten. Neben diesem Privatunterricht arbeitete er weiterhin als Lehrer in Zwolle. Er engagierte sich insbesondere im Bereich der friesischen und flämischen Linguistik und setzte sich für die Verwendung historischer literarischer Werke in der Sekundarstufe ein. In der Zeit des Ersten Weltkriegs wurde er am 31. Januar 1917 von den deutschen Besatzungsbehörden an die Universität Gent versetzt und zum ordentlichen Professor der germanischen Philologie ernannt. Dort sollte er „einen regelmäßigen zweijàhrigen Lehrgang über historische Grammatik der niederländischen Sprache sowie einen freien Lehrgang über friesische Sprache“ abhalten.
Nach dem Ende des Krieges kehrte er nach Zwolle zurück und nahm seine Lehrtätigkeit dort wieder auf. 1919 trat er von seinem Amt zurück, da ihm sein Wechsel nach Gent angekreidet wurde und er sich dort nicht mehr wohl fühlte. Bis zu seinem Tod blieb er jedoch Privatdozent an der Universität Utrecht. Am 10. Oktober 1922 wurde er in Midlum bei Harlingen beigesetzt.

## Familie
Hettema heiratete am 17. Dezember 1885 Maria Sophia Honig, mit der er fünf Kinder:
- Johannes Marinus Buitenrust Hettema (13. Mai 1887–7. Juni 1961)
- Margaretha Buitenrust Hettema (* 23. Juli 1888)
- Hette Buitenrust Hettema (* 25. April 1890)
- Anton Hendrik Buitenrust Hettema (März oder April – 6. Mai 1892)
- Cornelis Johannes Buitenrust Hettema (21. Oktober 1895–16. Juli 1962)

## Werke (Auswahl)
Hettema verfasste ab 1892 einige Sammelbände unter dem Pseudonym „Dr. B.“, in denen er neue Wege für die Ausgestaltung des Unterrichtsfachs Niederländisch aufzeigte. Daneben war er Mitherausgeber der Zeitschrift Taal en letteren, die von 1891 bis 1906 in 16 Ausgaben erschien.
- Bijdragen tot het oudfriesch Woordenboek. E. J. Brill, Leiden 1888 (archive.org Promotionsschrift).
- Der alte Druck der Westerlauwerschen Rechte. In: Otto Behagel (Hrsg.): Germania. Vierteljahrsschrift für deutsche Altertumskunde. Carl Gerold’s Sohn, Wien 1890, S. 1–34 (Textarchiv – Internet Archive).
- Waarom volkstaal, waarom ’t Fries bestudeerd? Van Holkema en Warendorf, Amsterdam 1904 (archive.org).
- Bijbellektuur in ’t Fries. Meulenhoff & co., Amsterdam 1907 (archive.org).